# Брезова под Брадлом
Брезова под Брадлом (слч. Brezová pod Bradlom, мађ. Berezó) град је у Словачкој, у оквиру Тренчинског краја, у округу Мијава.

## Географија
Брезова под Брадлом је смештена у западном делу државе, близу државне границе са Чешком - 15 километара северно. Главни град државе, Братислава, налази се 110 km јужно од града.
Рељеф: Брезова под Брадлом се развила у брдском подручју. Око града се издижу Мали и Бели Карпати. Надморска висина граде је око 280 метара.
Клима: Клима у Брезови под Брадлом је умерено континентална.
Воде: Брезова под Брадлом се налази на истоименом Брезовском потоку.

## Историја
Људска насеља на простору Брезове под Брадлом везују се још за праисторију. Насеље под данашњим именом први пут се спомиње 1263. године. Насеље је добило градска права 1709. године.
Крајем 1918. године. Брезова под Брадлом је постала део новоосноване Чехословачке. У време комунизма град је индустријализован, па је дошло до повећања становништва. После осамостаљења Словачке град је постао општинско средиште, али је дошло и до проблема везаних за преструктурирање привреде.

## Становништво
| Година:    | 1994. | 2004.   | 2014.   | 2024.   |
| ---------- | ----- | ------- | ------- | ------- |
| Број људи: | 5693  | 5452    | 4996    | 4543    |
| Разлика:   |       | -4,23 % | -8,36 % | -9,06 % |

| Година:    | 2023. | 2024.   |
| ---------- | ----- | ------- |
| Број људи: | 4607  | 4543    |
| Разлика:   |       | -1,38 % |

Данас Брезова под Брадлом има нешто око 4.607 становника и последњих година број становника расте.
Етнички састав: По попису из 2001. године састав је следећи:
- Словаци - 95,8%,
- Чеси - 1,1%,
- остали.

Верски састав: По попису из 2001. године састав је следећи:
- лутерани - 45,7%,
- римокатолици - 26,4%,
- атеисти - 21,6%,
- остали.

## Партнерски градови
- Похоржелице

## Галерија
- Средишњи трг Брезове
- Градско језгро Брезове
- Главна градска евангеличка црква
- Римокатоличка црква
- Споменик Хурбану
- Споменик Хусу